# María, Tây Ban Nha
María là một đô thị thuộc tỉnh Almería, ở cộng đồng tự trị Andalusia, Tây Ban Nha. Đô thị này có diện tích 225 km², dân số năm 2005 là 1565 người.

## Biến động dân số
| 1999  | 2000  | 2001  | 2002  | 2003  | 2004  | 2005  |
| ----- | ----- | ----- | ----- | ----- | ----- | ----- |
| 1,685 | 1,654 | 1,643 | 1,634 | 1,595 | 1,575 | 1,565 |

Nguồn: INE (Tây Ban Nha)